# 鴨志田正樹

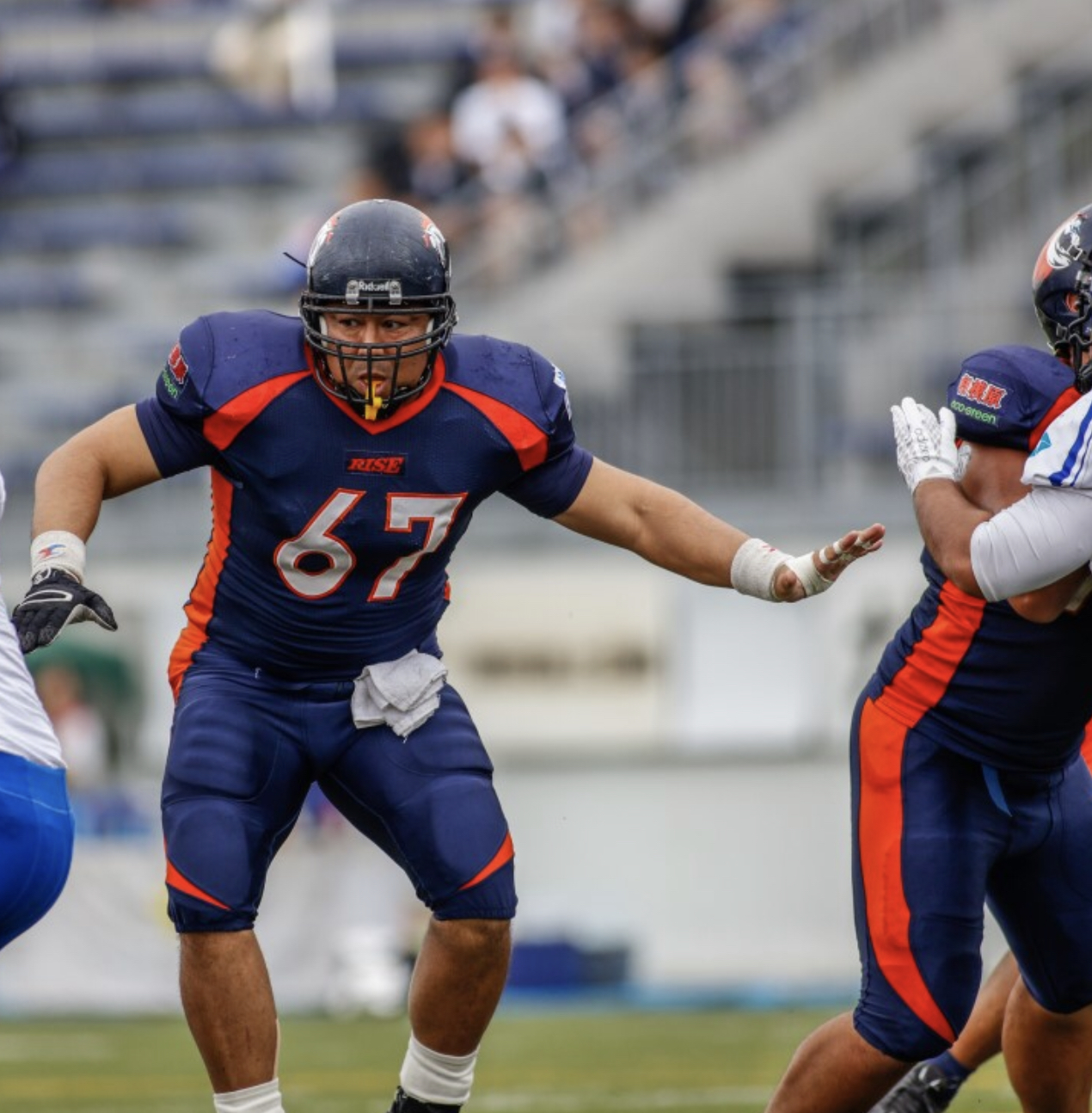
Kamoshida

鴨志田正樹（かもしだ まさき、1970年7月22日 - ）は神奈川県川崎市出身、日本国籍のアメリカンフットボール選手。ポジションはオフェンシブラインマン。ニックネームはビックパパ。
身長184ｃｍ体重108Ｋｇ
神奈川県立川崎高等学校・中央大学卒業。神奈川県立川崎高等学校在籍時はラグビー部に所属。中央大学に入学後、アメリカンフットボールを始める。1994年、当時実業団チームであったオンワードオークスに入団。2001年にすかいらーくスカイラークスと合併と同時にクラブチーム化したオンワードスカイラークス時代、彼に率いられたオフェンシブラインは鉄壁を誇った。2008年にオンワードオークスが廃部となった後、多くの選手、スタッフが残って結成された相模原ライズに参加した。
2017年1月15日、相模原市市内で2016シーズンの終了報告会「ライズパーティー」において相模原ライズ退団が発表された。
2017年シーズンよりX2リーグ所属のZERO FIGHTERSに参加。2023年現在、現役続行中である。

## 成績
- 1999年第1回 ワールドカップ優勝メンバー。（イタリア・シシリー島）
- 2003年第2回 ワールドカップ優勝メンバー。（ドイツ・フランクフルト）
- 2000年・2002年・2003年 ALLXリーグ受賞
- 2006年度日本一・ジャパンXボウル最優秀ライン（棚橋）賞受賞

## 人物
1999年の第1回アメリカンフットボール・ワールドカップで日本代表のセンターとして彼はリーダーシップを発揮し、コソボ紛争などを理由にアメリカこそ出場しなかったもののチームは優勝した。その後第2回大会（この大会もアメリカは不参加）での2連覇にも大きく貢献した。川崎市で行われた日本が初出場したアメリカに敗れ準優勝となった第3回大会（アメリカが初出場）には代表候補となったが、本大会には出場できなかった。
また強靭な体力の持ち主であり、ベテランになっても他の選手たちと共に現役生活を続けている。